# 灰地儿遗址
灰地儿遗址，位于中国甘肃省甘谷县，为一个省级文物保护单位，类型为古遗址。
灰地儿遗址的历史年代为新石器时代。